# Tibère II Constantin
Vous lisez un « bon article » labellisé en 2023.
Tibère II Constantin (latin : Flavius Tiberius Constantinus Augustus, grec ancien : Τιβέριος Β′ Κωνσταντίνος) (vers 526-14 août 582) est un empereur byzantin de 578 à 582. Thrace d'origine, il appartient à la dynastie justinienne. Il gravit plusieurs échelons de la hiérarchie impériale jusqu'à servir dans le prestigieux corps des Excubites. Repéré par l'empereur Justin II, il en devient le régent quand celui-ci sombre peu à peu dans l'inaction, entre 574 et 578, avec le titre de césar. À la mort de Justin, c'est donc logiquement que Tibère lui succède comme empereur, jusqu'en 582. Lors de ses années de gouvernement, il essaie tant bien que mal de préserver les défenses de l'Empire, assaillies de toutes parts, oscillant entre guerres et actions diplomatiques parfois coûteuses. Contre les Sassanides, il se repose de plus en plus sur Maurice, alors que les Balkans semblent céder sous la pression des Avars et des Slaves et que l'Italie cède peu à peu sous la pression des Lombards.
En tant que successeur de la politique de Justinien, il subit, tout comme Justin II, les difficultés d'un Empire certes étendu mais surtout confronté à des défis militaires, économiques et démographiques de grande ampleur. Dépensier, Tibère II a laissé le souvenir d'un empereur généreux mais trop prompt à des prodigalités qui fragilisent un trésor qui se vide année après année. Relativement tolérant dans sa politique intérieure, il préserve les minorités religieuses et poursuit une politique de constructions plutôt ambitieuse, quoique coûteuse. Préparant sa succession, il s'appuie surtout sur Maurice, qui devient césar en août 582 quand Tibère tombe brutalement malade avant de mourir le 14 août, juste après avoir consacré Maurice comme son héritier.

## Sources
Plusieurs chroniques abordent tout ou partie des aspects du règne de l'empereur Tibère II Constantin. Théophylacte Simocatta, qui consacre l'essentiel de son récit au règne de Maurice et aux guerres de ce dernier, s'attarde aussi sur Tibère II, dont le rôle est primordial dans l'ascension de Maurice. Il rapporte notamment le contenu de son discours prononcé à l'intention de ce dernier. Jean de Nikiou, originaire d'Égypte, écrit à la fin du VIIe siècle et s'appuie beaucoup sur d'autres chroniqueurs mais se montre très positif envers Tibère. Évagre le Scholastique, qui compose une Histoire ecclésiastique centrée sur les événements religieux, est un contemporain de Tibère II. Il est donc bien informé, de même que Jean d'Éphèse, dont la chronique s'arrête approximativement à la mort de Tibère. Ménandre le Protecteur a produit une chronique relatant les événements de 558 à 582 dont certains fragments ont disparu et il émet un avis pondéré à l'égard de Tibère II. Plus tardive, la Chronique de Théophane le Confesseur s'appuie certainement sur des écrits perdus depuis et qui fournissent donc des apports divers à la compréhension du règne de Tibère,,.
Des sources extérieures à l'Empire enrichissent l'appréhension des événements du règne de Tibère. Le chroniqueur franc Grégoire de Tours semble ainsi bien renseigné sur la vie byzantine, de même que Jean de Biclar, originaire d'Espagne et qui étudie à Constantinople.

## Origine et ascension

Carte de l'Empire byzantin à la mort de Justinien en 565, avec ses conquêtes en orange. Dès le règne de Justin II, la domination impériale sur l'Italie est peu solide.

Tibère est né en Thrace au milieu du VIe siècle. Théodore Skoutariotès est le seul à mentionner son âge à sa mort. Il aurait eu cinquante-six ans et serait donc né en 526,. Plusieurs sources syriaques en font le premier empereur de langue grecque. Les débuts de sa vie sont méconnus jusqu'à ce qu'il soit nommé notarius, ce qui atteste d'une bonne instruction. C'est à ce poste qu'il rencontre le futur empereur Justin II, par l'entremise du patriarche Eutychius de Constantinople après 552. Les deux hommes deviennent rapidement amis et, grâce à l'aide de Justin, Tibère devient comte des Excubites de 565 à 574, après avoir été l'adjoint du général Marinus jusqu'à sa mort. Il devient donc le chef de la garde impériale, ce qui lui assure une grande proximité avec le pouvoir. Il est notamment présent lors de l'intronisation de Justin II sur le trône en 565 et constitue un de ses soutiens dans la rivalité qui oppose Justin à Germanus, le cousin de Justinien qui convoite un temps le pouvoir suprême. Il semble aussi être à l'instigation de l'exécution en 566 de deux dignitaires de la cour, Aetherius et Addaeus, accusés d'avoir voulu empoisonner l'empereur mais également ennemis personnels de Tibère.
Dès son arrivée sur le trône, Justin est en butte à la menace des Avars qui viennent de s'installer en Pannonie. Il refuse de poursuivre le paiement du tribut annuel et nomme Tibère comme magister utriusque militiae pour poursuivre les négociations. Tibère finit par accorder aux Avars de s'installer dans les Balkans, à la condition que plusieurs de leurs chefs viennent à Constantinople comme otages. Néanmoins, Justin refuse cet accord. Il veut que les otages viennent de la famille même du khan, ce que celui-ci rejette. Tibère passe alors de la négociation à la guerre. En 570, il bat les Avars en Thrace et repart pour Constantinople, avant de revenir exploiter son succès. Cette fois, il est vaincu et n'échappe que de justesse à la mort. Les Byzantins et les Avars décident alors d'une trêve et Tibère fournit une escorte aux plénipotentiaires avars pour discuter les termes de la paix. À leur retour, les ambassadeurs sont attaqués et volés par des populations locales. Quand il en a connaissance, Tibère réagit et fait rechercher les coupables, avant de rétrocéder les biens volés.
En 574, Justin perd peu à peu ses facultés mentales. L'impératrice Sophie se tourne alors vers Tibère pour assurer une forme de régence, alors que l'Empire combat les Perses en Orient et que la situation interne est fragilisée par une vague de peste. Tibère et Sophie se mettent d'accord pour une trêve d'un an avec les Sassanides, au prix de 45 000 nomismata. Le 7 décembre 574, Justin, dans un rare moment de lucidité, fait proclamer Tibère comme césar et l'adopte comme son fils. Selon Théophylacte Simocatta, il aurait prononcé un discours d'intronisation devant les représentants du Sénat byzantin, de l'armée et du patriarche. Il est difficile de connaître la véracité des paroles rapportées mais il aurait prodigué des conseils à celui qui se présente déjà comme son successeur, tout en insistant sur ses propres erreurs à ne pas reproduire. Évagre le Scholastique rapporte un contenu similaire et Jean d'Éphèse cite surtout un texte qui s'apparente à un éloge de Justin. Quoi qu'il en soit, Tibère ajoute alors Constantin à son nom, ce qui atteste d'une ambition impériale,. Néanmoins, méfiante, Sophie s'assure que Tibère ne se proclame pas empereur avant la mort de Justin en 578. Dans l'ensemble, l'impératrice semble surtout soucieuse de préserver sa position. Selon Jean d'Éphèse, hostile à son égard, elle aurait même envisagé de se remarier avec Tibère. D'autres sources mentionnent son projet de promotion de Justinien, cousin de Justin, comme candidat au trône.

## De César à empereur

Carte de la frontière byzantino-perse.

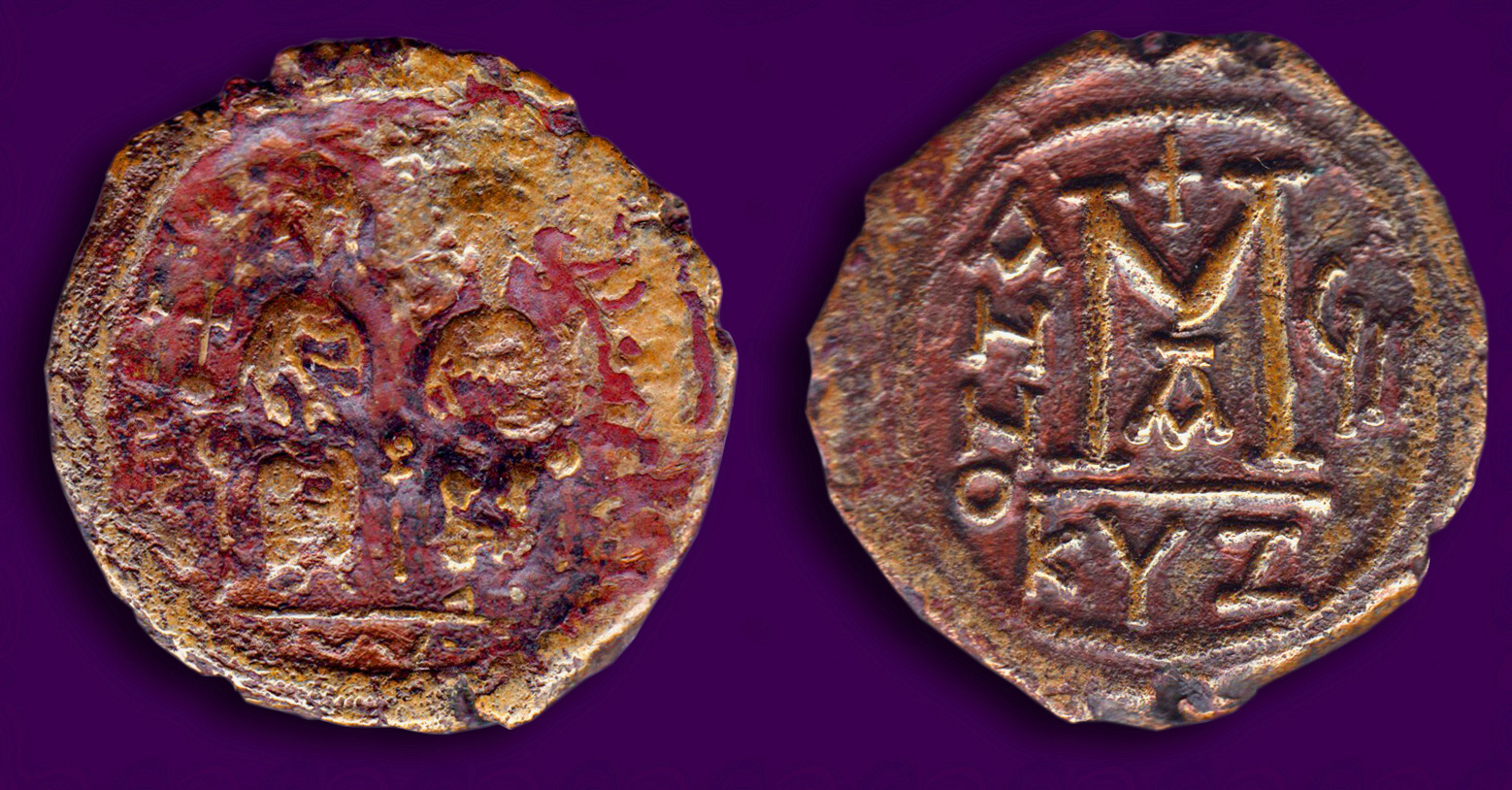
Pièce de 40 nummi retrouvée à Cyzique, représentant côte à côte Justin II et l'impératrice Sophie.

Pendant quatre ans, Tibère II agit comme le dirigeant de fait de l'Empire, même s'il n'a que le titre de césar. Il profite d'une accalmie dans l'épidémie de peste pour reprendre le contrôle de l'Empire. Surtout, il se montre rapidement dépensier alors que Justin a préservé des sommes d'argent importantes pour assurer la défense des frontières. Tibère s'en sert surtout pour le distribuer et accroître sa popularité, chose qu'il reproduit au moment de la succession de Justin, en 578. Selon Paul Diacre, il met la main sur deux trésors, rapidement dépensés, au grand dam de Sophie. Celle-ci aurait réagi en restreignant son accès au Trésor public, ce qui confirme qu'il n'a pas encore la plénitude des pouvoirs d'un souverain. Selon Lynda Garland, l'impératrice se comporte à son égard comme une régente et Grégoire de Tours mentionne qu'elle l'aurait à plusieurs reprises manifesté son mécontentement envers les dépenses de Tibère. En effet ce dernier s'illustre aussi par des baisses d'impôts sur le vin et le pain et négocie une trêve avec les Avars en payant un tribut annuel de 80 000 nomismata. Dès lors, il peut transférer des troupes contre les Sassanides mais négocie aussi une trêve de trois ans contre un tribut de 30 000 nomismata, le temps de déployer ces effectifs. Parmi ces soldats figurent des hommes issus de peuples barbares, incorporés dans l'armée au sein d'une unité nommée Tiberiani, forte de 15 000 hommes. D'autres régiments sont levés à l'occasion des vagues de recrutement suscitées par Tibère II, pour renforcer des effectifs militaires alors en baisse, du fait notamment des sursauts récurrents de la peste de Justinien. C'est probablement à son instigation que sont créés les Optimates, une unité de mercenaires d'origine germanique selon le Strategikon.
Durant les quatre années lors desquelles Tibère est le césar de l'Empire, Sophie aurait essayé de mettre de côté sa femme pour l'épouser à la mort de Justin et se garantir de rester proche du pouvoir. Elle aurait notamment maintenu Ino Anastasia, l'épouse de Tibère, à l'écart du palais impérial, contrairement aux instructions de Justin II. Selon Jean d'Éphèse, Ino Anastasia et ses deux filles sont contraintes de résider au palais de l'Hormisdas, où Tibère se rend à la nuit tombée puis s'installent à l'écart de la capitale, craignant pour leur vie.
Malgré tout, la succession se fait assez facilement car Tibère est nommé Auguste quelques semaines avant la mort de Justin II. Toutefois, Grégoire de Tours et Paul Diacre affirment qu'il est contesté par Justinien, un notable appartenant à la famille impériale qui est le frère de Justin, exécuté par Justin II au début de son règne. Il aurait rassemblé ses partisans dans ou aux alentours de l'Hippodrome de Constantinople et Tibère II aurait préféré se faire couronner ailleurs que dans ce lieu symbolique du pouvoir impérial. La cérémonie se déroule à l'abri, le 26 septembre, au sein du Grand Palais et Justinien aurait abandonné sa prétention, versant même 15 centenaria au nouveau souverain. Quand Justin meurt le 5 octobre, Tibère est seul aux commandes de l'Empire,. Il ne tarde pas à se débarrasser de Sophie afin de diriger sans contrainte comme empereur suprême et légitime. Il semblerait aussi que l'impératrice douairière aurait comploté avec Justinien alors que Tibère est en-dehors de Constantinople. Revenant précipitamment dans la capitale, l'empereur la fait arrêter, la prive de ses biens et place des gens à lui pour être ses nouveaux serviteurs mais ne s'en prend pas à Justinien. Il aurait même envisagé une union entre les deux familles, qui n'aboutit pas,,.

## La politique impériale de Tibère II
La politique de Tibère II contraste avec celle de son prédécesseur et, par la suite, avec celle de son successeur. Dans le contexte d'un Empire assailli de toutes parts et en difficultés depuis la mort de Justinien, il prend le parti d'une activité militaire moindre. Sans renoncer à la défense des frontières, notamment contre les Sassanides, il essaie surtout de renforcer son pouvoir intérieur et d'assurer la paix par une politique dépensière, probablement à l'excès, même s'il a souvent été décrit comme généreux par les chroniqueurs de l'époque. Il semble surtout avoir conscience de l'impossibilité de défendre par la force toutes les frontières de l'Empire.

### Politique étrangère

#### En Orient: la poursuite de la guerre

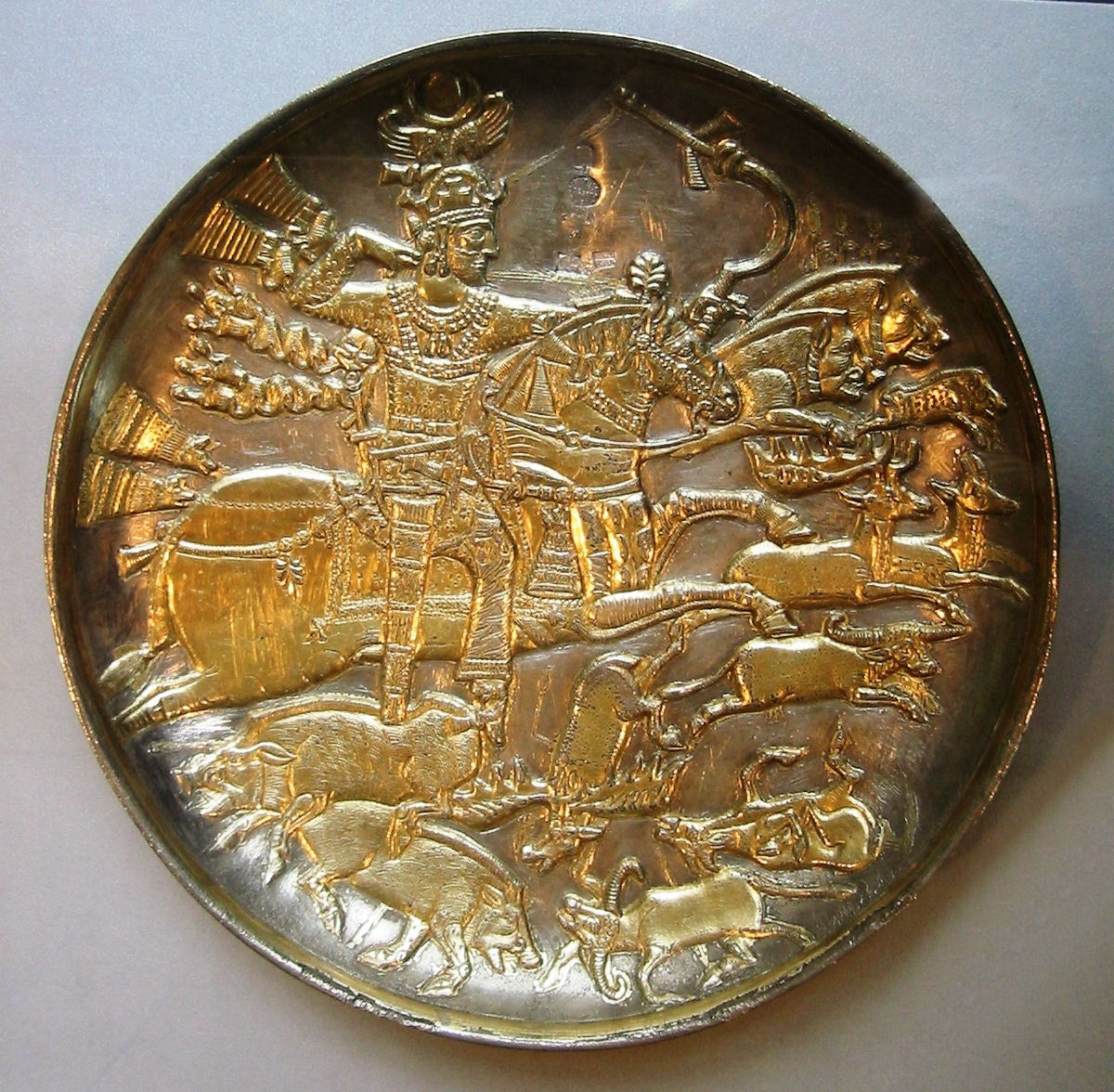
Plat en or représentant Khosro en pleine chasse, conservé au cabinet des médailles (BNF).

En Orient, Tibère II est confronté aux suites de la politique belliqueuse de Justin à l'égard des Sassanides. Sur ce front, qui regroupe l'essentiel des forces militaires byzantines, son objectif semble surtout consister à préserver la frontière existante et à obtenir la paix. C'est surtout Maurice qui agit de manière opérationnelle, menant plusieurs campagnes, d'autant que Khosro meurt en 479, laissant la place à Hormizd IV, partisan de la guerre. Quand Tibère est césar, il est sur la défensive face aux troupes de Khosro, qui mettent à sac Mélitène et Sébastée en 576. Finalement, le général Justinien rassemble une force suffisante pour rejeter les Sassanides au-delà de l'Euphrate avec de lourdes pertes puis pénétrer dans l'Atropatène, avant d'être vaincu en 577 en Persarménie par Tamkhosrau, tandis que Adarmahan s'avance dans l'Osroène avant de se retirer face à l'arrivée d'une armée byzantine.
Par ailleurs, Tibère peine à assurer la cohésion des troupes impériales sur la frontière perse. Malgré quelques résultats probants dans la restauration d'une certaine discipline, il démet de ses fonctions le général Justinien de ses fonctions de magister militum pour l'Orient en 577. Rapidement, les autres généraux se querellent et envoient des missives au césar, tentant de dénoncer les agissements des uns et des autres. Tibère finit par nommer un de ses proches, Maurice, comme nouveau magister militum,. Sa réussite dans le rétablissement de l'ordre est loin d'être certaine et il est d'emblée confronté à un raid des Sassanides entre Constantine d'Osroène et Resaina, ainsi qu'un autre autour de Martyropolis et d'Amida. Néanmoins, Maurice riposte par un assaut qui pénètre en profondeur dans l'Arzanène, jusqu'à la Corduène. Cet équilibre des forces persuade les deux camps de poursuivre des négociations de paix au moment où Tibère devient empereur.

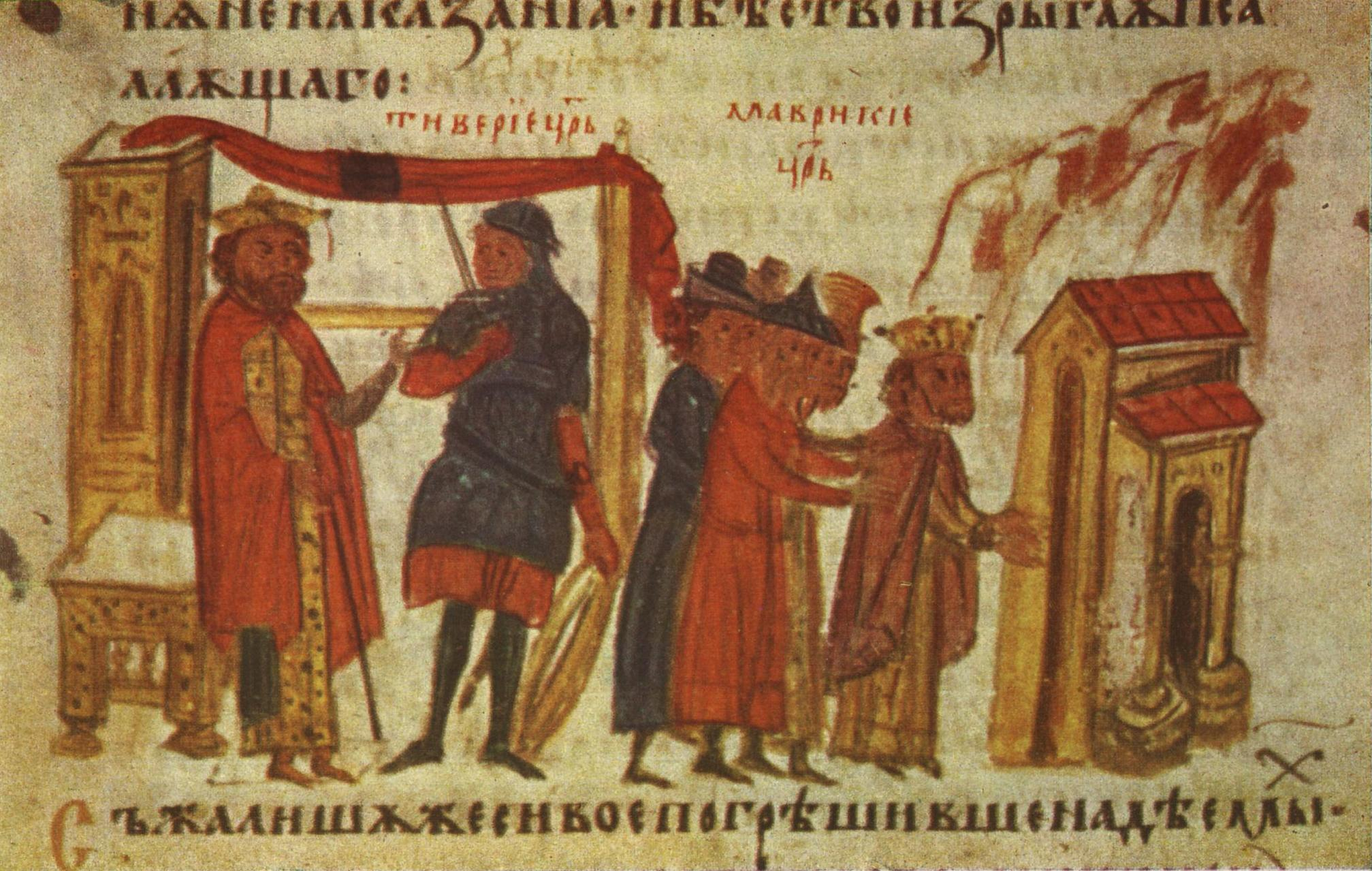
Miniature de la chronique de Constantin Manassès représentant, à gauche, l'empereur Tibère II et, à droite, une scène de disgrâce sous l'empereur Maurice.

Quand les ambassadeurs de Tibère arrivent, Khosro est mort et c'est Hormizd IV qui lui succède en 579. Or, le nouveau shah n'est pas ouvert au compromis. Il insiste sur l'impératif du paiement du tribut annuel consenti par Justinien et les ambassadeurs reviennent à Constantinople sans plus d'avancées. Le conflit reprend avec une offensive de Maurice en 580 le long du Tigre, tandis que le général et futur empereur Khosro II intervient en Arménie. En 581, les Romains d'Orient décident de viser Ctésiphon, la capitale des Sassanides, avec l'aide des Ghassanides. Seulement, des dissensions apparaissent entre Maurice et al-Mundhir III alors que le général iranien Adarmahan est envoyé sur les arrières des Byzantins pour ravager l'Osroène et pousser Maurice à se retirer. Si Adarmahan finit par être chassé des terres impériales, le conflit entre les Byzantins et leurs alliés arabes ghassanides fragilise la position de Tibère. Celui-ci tente de jouer les conciliateurs mais Maurice accuse al-Mundhir de trahison et va jusqu'à se rendre à Constantinople pour persuader l'empereur de son bon droit. Alors qu'en 580, Al-Mundhir se faisait couronner par Tibère, qui réaffirmait son autorité auprès des Ghassanides, cette fois, l'empereur cède et fait arrêter Al-Mundhir, ce qui rompt l'alliance entre Byzantins et Ghassanides,. Ces derniers lancent même plusieurs raids contre les provinces byzantines et vont jusqu'à battre une armée byzantine et à tuer son général lors d'une bataille à Bosra. Cet événement joue un rôle notable dans la détérioration des relations byzantino-arabes et affaiblit durablement la puissance des Ghassanides. Tibère tente de réagir et nomme l'un des fils de Al-Mundhir comme nouveau roi, envoyant une armée le porter sur le trône, mais le prétendant meurt quelques jours après être arrivé parmi les Ghassanides. Néanmoins, ces péripéties n'empêchent pas Maurice de remporter une importante victoire contre Adarmahan près de Constantia en 582, lors de laquelle Tamkhosrau est tué, peu avant la mort de Tibère.
Cette guerre contre les Sassanides est particulièrement exploitée par la propagande impériale. En juillet 582, un triomphe est célébré dans les rues de Constantinople en l'honneur du succès de Maurice. Au-delà, une iconographie spécifique est adoptée pour les monnaies du règne de Tibère, qui comprennent au revers la mention Victoria Augusti autour d'une croix montée sur une base qui fait référence à la Croix du Golgotha, érigée en mémorial par Hélène, la mère de Constantin le Grand, auquel Tibère II se compare. Ainsi, quelques pièces ne mentionnent parfois que Constantin, son nom d'emprunt.

#### Dans les Balkans: entre guerre et trêves coûteuses

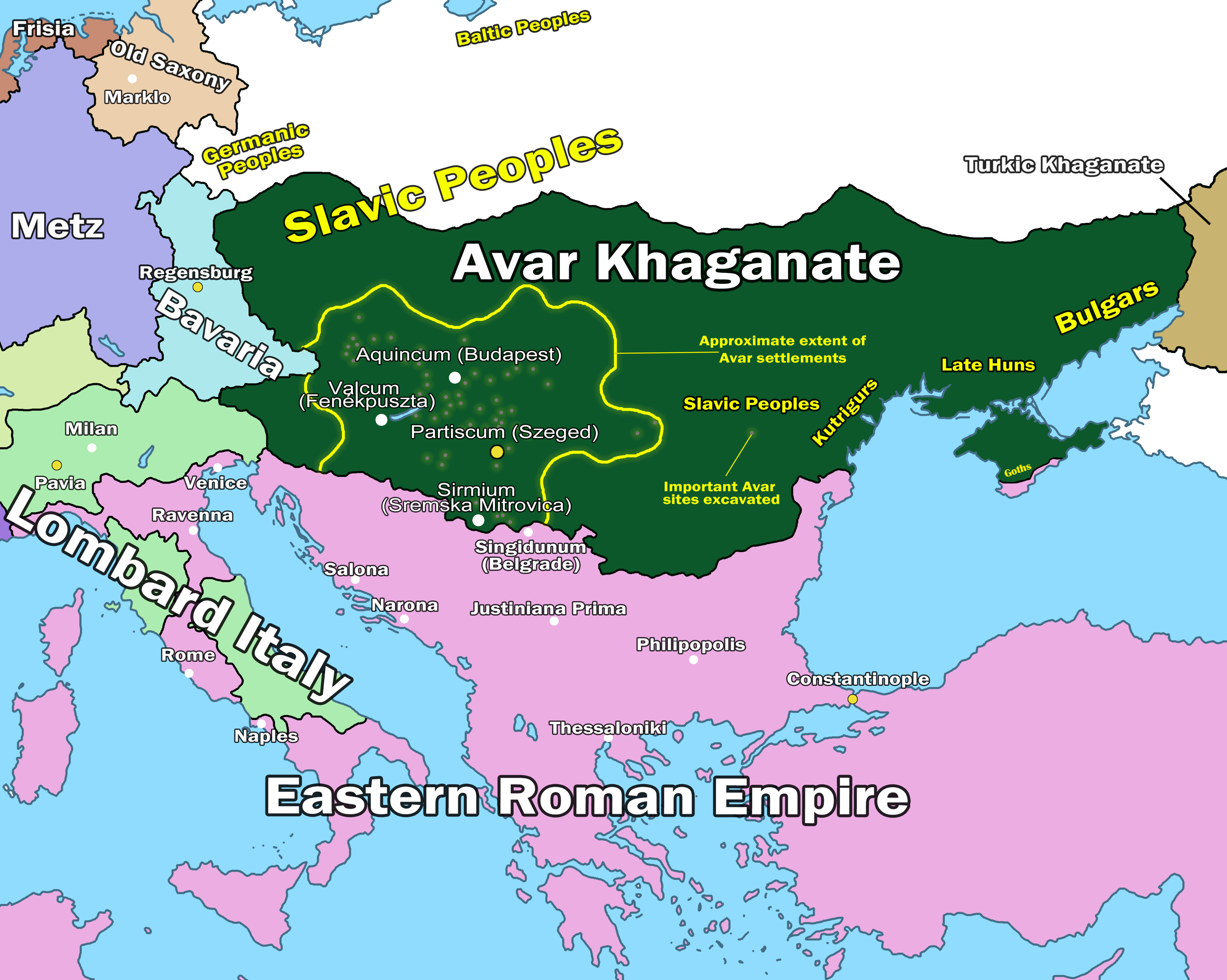
Situation géopolitique des Balkans à la fin du VI. Les Avars dominent le nord du Danube et comprennent dans leur Empire les peuples slaves, parfois très autonomes.

Dans les Balkans, la présence byzantine est aussi menacée par la pression continuelle de peuples au-delà du Danube, en particulier les Slaves et les Avars, qui viennent de s'installer en Pannonie en 567-568. Or, les empereurs délaissent régulièrement cette région pour consacrer l'essentiel de leurs forces à la guerre contre les Sassanides, ce qui encourage les incursions au sud du Danube. Dès 574, Tibère II subit les offensives des Avars du khan Bayan qui s'attaque surtout à Sirmium, position stratégique sur le Danube. Avec une armée trop peu nombreuse, il est facilement repoussé et aurait même échappé de peu à la capture. Walter Pohl émet l'hypothèse que cette débâcle aurait contribué à pousser Justin à se mettre en retrait. Néanmoins, il charge quand même Tibère de négocier une trêve, les Avars se montrent très tôt demandeurs d'un important tribut. Il tient des pourparlers avec Atsikh, le représntant du khan, et aurait notamment proposé de céder des terres aux Avars, probablement en Pannonie, en échange d'otages retenus à la cour romaine. En outre, un tribut annuel de 80 000 solidi est aussi conclu. Cependant, l'ambassade des Avars est rançonnée sur le trajet du retour, démontrant l'état d'insécurité dans les Balkans, mais Tibère fait châtier les coupables et rétrocède les biens volés, ce qui sauve la trêve.
Pendant quelque temps, des intérêts communs apparaissent entre Byzantins et Avars car ces derniers sont menacés par des peuples turcs venus de la steppe eurasiatique et par les peuples slaves, très présents dans la région et qui n'obéissent que partiellement à l'autorité du khan. Cette situation explique en partie que les Avars stoppent leurs incursions mais, en 578, il semble que les Slaves lancent une grande expédition en Thrace, peut-être jusqu'au mur d'Anastase. Tibère demande alors à Bayan de punir les Slaves, théoriquement sous son autorité. L'empereur met même à la disposition du khagan des navires sur le Danube pour permettre aux Avars de lancer une opération près du delta du fleuve, sans grande réussite.
Tibère n'est pas inactif dans les relations avec les Turcs ou Gökturks, qui ont imposé leur domination sur les steppes eurasiennes, en particulier sur les Outigoures. Des relations diplomatiques sont entretenues avec cette puissance, notamment par l'entremise de l'émissaire Valentinus. Cependant, quand il se rend auprès de la cour de Turxanthos (ou Tamgan) en 576, le khagan lui reproche le traité signé avec les Avars, vu comme un casus belli. Bientôt, les Gökturks, soutenus par leurs vassaux outigoures s'emparent de la ville byzantine de Bosporus sur le détroit de Kertch. En 580, c'est la cité de Cherson qui aurait été menacée.
En 579, Tibère met fin au tribut payé aux Avars, alors de 80 000 solidi, mais ceux-ci réagissent immédiatement et assiègent Sirmium entre 580 et 582. Bayan commence aussi à subir la pression de ses soldats qui acceptent mal que les Slaves puissent lancer des raids contre les Byzantins alors qu'eux-mêmes sont privés de ces butins potentiels. Sur la défensive, Tibère ne peut déployer de troupes, en-dehors de quelques rares renforts et de l'envoi d'officiers pour organiser la défense de la ville, non sans résultats. Tibère aurait aussi sollicité des alliances avec les Lombards ou avec les Turcs pour prendre à revers les Avars, sans succès. La ville finit par tomber, quand Tibère conclut une trêve assurant un sauf-conduit à la population et à la garnison mais aussi le paiement d'une somme totale de 240 000 solidi, cumulant plusieurs années de tributs non honorés. En parallèle, les Slaves poursuivent leurs raids. Plus encore, c'est peut-être sous le règne de Tibère que semblent se constituer les premières sklavinies, des principautés structurées autour des différentes tribus ou peuplades slaves qui s'installent durablement dans les Balkans. La perte de Sirmium, verrou défensif de la région, l'expose dangereusement aux pénétrations ennemies,.

#### En Occident, une mobilisation plus modeste
Tibère II est confronté à l'avancée des Lombards en Italie durant le conflit perse. Entre 572 et 574, le roi Cleph mène une politique très agressive envers les Byzantins, lesquels reculent progressivement autour de Ravenne et du sud de l'Italie, en particulier la Sicile, préservée. Pour Tibère, le défi est d'être en capacité d'intervenir alors qu'il est déjà mobilisé fortement sur d'autres fronts. Le général Baduaire tente de s'opposer aux Lombards entre 573 et 576 mais il meurt au cours d'une bataille.

La situation de l'Italie dans les années 570. Les possessions byzantines, en orange, sont alors fragiles.

Avec l'échec de cette expédition militaire, relativement importante au regard des effectifs que sont capables de déployer les Byzantins dans la péninsule, Tibère II doit se tourner vers d'autres méthodes pour endiguer les assauts lombards. Il profite d'un vide du pouvoir après la mort de Cleph pour tenter de corrompre, parfois avec succès, certains ducs lombards qui rejoignent les rangs impériaux et combattent notamment en Orient. Walter Pohl souligne l'effort financier d'ampleur, avec près de 200 000 solidi rendus disponibles pour l'action de sauvegarde de l'Italie byzantine. En 577, Tibère finance aussi des armées franques pour livrer combat aux Lombards car ces derniers menacent aussi les Mérovingiens en Provence et Childebert II envoie des troupes dans la péninsule. Durant l'an 579, Tibère achète une conciliation avec les Lombards afin de contenir leur avance en Italie. La perte territoriale est importante, l'Empire byzantin n'a plus que Ravenne et une partie de la Sicile comme territoire en Italie. Par ailleurs, il tente d'influencer le jeu politique alors en cours au sein du royaume des Francs en soutenant Gondovald, un fils illégitime de Clotaire Ier et prétendant au trône, réfugié à Constantinople sous Justin II. Il a alors peut-être l'espoir qu'il puisse lui servir d'allié pour prendre à revers les Lombards. En 582, Gontran Boson, l'un des ennemis du roi Gontrain, alors sur le trône des Francs, vient le chercher pour qu'il revienne en Gaule, avec une importante somme d'argent fournie par Tibère,. Cette intervention, qui est finalement un échec, combinée avec l'achat de la conciliation et le financement des armées franques, nuisent au trésor de l'Empire déjà en situation précaire
Dans l'Espagne byzantine, fragile tête de pont impériale dans la péninsule ibérique, Tibère II s'efforce de la préserver des visées expansionnistes de Léovigild. Sans soutenir fermement le prétendant au trône Herménégilde, qui contrôle Séville, il mène une politique d'équilibre, sachant que, moins encore qu'en Italie, l'Empire est en mesure d'envoyer des renforts dans une province aussi distante.
En Afrique du nord, la situation est plus calme et Gennadios est nommé magister militum pour l'Afrique en 578 par Tibère. Il poursuit la politique de pacification de la province face aux Maures et élimine leur chef, Garmul, en lui tendant un piège. Progressivement, l'Afrique byzantine s'affirme comme l'une des provinces les plus stables et prospères de l'Empire.

### Politique intérieure
Tibère II Constantin est reconnu pour avoir été un empereur réaliste, comprenant les problèmes majeurs de la frontière qui était menacée par les Perses de Khosro Ier et de Hormizd IV. Dans sa manière de gouverner, il reproduit le modèle en vigueur, celui d'empereurs qui délèguent les affaires militaires alors même qu'il a lui-même commandé des troupes, à la différence de Justin II, Justinien ou encore Anastase Ier. Il mène une politique du consensus pour s'assurer un large appui. Les nombreuses campagnes militaires pour défendre les acquis territoriaux de l'Empire et les paiements de tributs aux Avars rongent les finances de l'Empire et affaiblissent durablement sa prospérité. Surtout, Tibère II se distingue par ses prodigalités, souvent excessives, justement pour asseoir sa popularité. Il mène quelques réformes qui attestent de son souhait de soulager la fiscalité d'une partie de la population, en particulier les propriétaires terriens. Ainsi, il supprime une taxe sur les produits de première nécessité et protège les héritiers des petits domaines face aux ambitions de grands propriétaires. Il légifère aussi sur les maisons divines en leur consacrant une novelle entière, dans laquelle il réaffirme le rôle des curateurs, chargés de la gestion de ces institutions spécifiques.

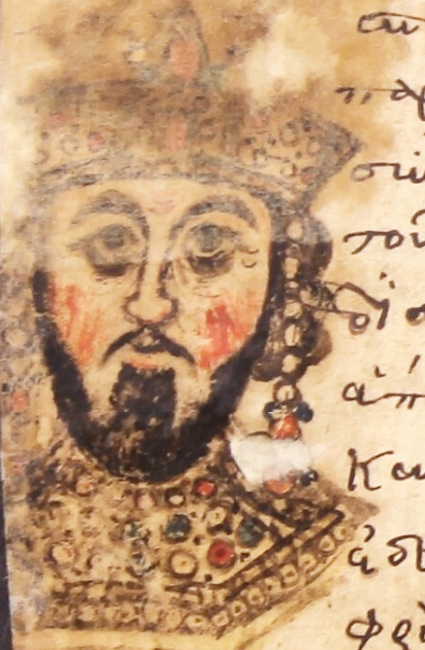
Portrait de Tibère II dans le manuscrit du XV Mutinensis gr. 122.

Il continue le programme de constructions déjà entamé par Justinien. Il poursuit l'aménagement du quartier des Blachernes en faisant bâtir des thermes et entame les travaux de l'église des Quarante Martyrs. Il est aussi à l'initiative de palais, comme celui de Bryas ou de Damatrys sur la côte asiatique du Bosphore.
Sa politique religieuse semble avoir été tolérante, alors que l'Empire est régulièrement agité par des querelles théologiques entre les différentes branches du christianisme, notamment les Chalcédoniens, tenants du concile de Chalcédoine et les monophysites, parfois rejetés par le pouvoir impérial. S'ils continuent d'être périodiquement opprimés, il semble que ce soit surtout le patriarche, Eutychius, qui soit à l'origine de ces actions. Mort en 582, Tibère le remplace par Jean IV le Jeûneur, plus tolérant. Tibère, lui, invite notamment le roi des Ghassanides Al-Mundhir III ibn al-Harith, partisan du monophysisme et le reçoit fastueusement à Constantinople en 580, l'autorisant à tenir un concile du monophysisme. Au-delà, il semble même relativement passif en matière religieuse, ce que lui reproche Jean d'Ephèse, puisqu'il n'intervient pas après les protestations des habitants de la capitale contre les soldats barbares de l'armée, parfois adeptes de l'arianisme. De même, il ne prend pas de décision à la suite d'un scandale qui implique plusieurs autorités de l'Empire, dont le patriarche d'Antioche, dans une affaire de paganisme. Pourtant, en 578, il mène une dure répression contre les rites païens alors nombreux à Hiérapolis, qui révèle le maintien de ces pratiques dans plusieurs régions de l'Empire. Enfin, selon Irfan Shahîd, sa décision de trancher en défaveur d'Al-Mundhir lors du conflit qui l'oppose à Maurice pourrait être une concession faite au camp des Chalcédoniens, qui n'apprécient guère le chef arabe.

## Succession

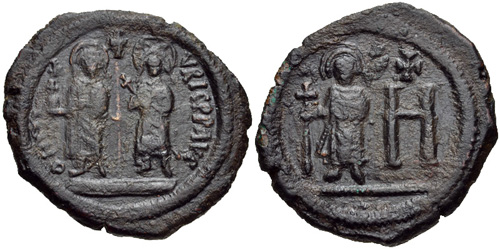
Follis de bronze découvert à Cherson, représentant Maurice aux côtés de son épouse, Constantina et leur fils Théodose, seul sur l'autre face. Maurice tient une orbe crucigère ainsi qu'un sceptre, tous deux symboles d'autorité.

En août 582, Tibère tombe subitement malade, apparemment après avoir mangé un plat de champignons, et il meurt le 14 août. Deux candidats sont alors pressentis pour prendre sa succession. Tout d'abord, Maurice, dont les succès contre les Sassanides ont renforcé la légitimité et qui peut se prévaloir de sa proximité avec Tibère. Il est par ailleurs fiancé à l'une de ses filles, Constantina. Ensuite, Germanus, lui aussi fiancé à une fille de Tibère, Charito, et cousin de l'empereur Justinien. Maurice et Germanus sont nommés césars le 5 août mais, la veille de la mort de Tibère, c'est Maurice qui est nommé par Tibère seul Auguste dans le palais de l'Hebdomon.
Selon Théophylacte Simocatta, il aurait délivré un dernier discours, par l'entremise de son questeur du palais sacré car il aurait été trop faible pour s'exprimer. Il y exprime un propos aux accents de conseils adressés à Maurice, sur le modèle de celui qu'il a reçu de Justin II. Il y affirme sa responsabilité dans la conduite des affaires publiques et met en garde Maurice sur les risques de perdre de vue l'intérêt de l'État et du sentiment d'impunité. Il l'exhorte à se tenir à distance des plaisirs futiles et souligne son besoin de régler sa succession avant de mourir. Le discours se transforme alors en hommage aux qualités de Maurice qui motivent son choix, et dispense à ce dernier une série de conseils pour une vie vertueuse. Marina Loukaki met en exergue la ressemblance entre les deux discours d'intronisation, tout en remarquant que celui de Tibère n'a pas le ton de repentance présent dans celui de Justin. Dans tous les cas, cette formulation de discours, partant d'un bref aperçu du règne amené à s'éteindre, des raisons du choix de l'empereur mourant et des conseils prodigués se retrouve à différentes époques de l'histoire byzantine. Tibère meurt le 14 août et sa dépouille est quelques jours plus tard inhumée dans l'église des Saints-Apôtres. Selon plusieurs sources, dont Michel le Syrien ou encore Théophylacte Simocatta, sa mort aurait causé une grande peine au sein de la capitale, bien que Évagre ne mentionne pas cette atmosphère.

## Famille
Tibère II Constantin était promis à la fille de Ino Anastasia. Finalement, à la mort de sa fiancée, Tibère II épouse Ino Anastasia elle-même, veuve après un premier mariage, le couple a trois enfants :
- Constantina, épouse de Maurice ; le couple a plusieurs enfants tous assassinés lors de la prise du pouvoir par Phocas en 602 ;
- Charito, épouse de Germanus ;
- Un troisième enfant, vraisemblablement mort dans ses jeunes années[77].

## Historiographie
Parmi les chroniqueurs de l'époque, Jean de Nikiou en a laissé une image très flatteuse, celle d'un « empereur beau, aimant le bien, généreux, d'un cœur ferme ». Ce biais favorable s'explique par la tolérance religieuse dont Tibère fait preuve, sachant que Jean de Nikiou est de confession copte orthodoxe. Mais plus largement, les historiens byzantins lui sont souvent plutôt favorables, en raison de sa générosité supposée. Celle-ci, quand elle n'est pas vue comme dispendieuse, est louée. Edward Gibbon lui tresse des lauriers dans son Histoire de la décadence et de la chute de l'Empire romain, écrivant : « Après avoir raconté les vices ou les extravagances d’un si grand nombre d’empereurs, il est doux de s’arrêter un moment sur un prince distingué par son humanité, sa justice, sa tempérance et la force de son âme ; de contempler un souverain affable dans son palais, religieux au pied des autels, impartial dans ses fonctions de juge, et vainqueur, du moins par ses généraux, dans la guerre de Perse ». De même, John Barker estime qu'il préserve l'Empire de la folie de Justin II : « The savior who died too soon » (« le sauveur qui mourut trop tôt »)
Cependant, les historiens plus modernes sont partagés, à l'image de John Bagnell Bury. Selon lui, « S'il a été un très bon ministre en temps de guerre, il ne fut pas un bon empereur ». Il associe sa générosité à des extravagances qui laissent l'Empire au bord de la banqueroute. La situation est alors aggravée par la récurrence de la peste de Justinien qui contribue à affaiblir nettement l'économie, les finances et la démographie de l'Empire. D'autres historiens partagent cette vision avec parfois plus de nuances, à l'image de Louis Bréhier, qui souligne qu'il a « laissé une réputation de prince libéral et généreux qui parvint jusqu'en Occident », contrastant avec la sagesse de Justin II et de Maurice. Sylvain Destephen souligne que la figure idéale du souverain généreux et juste « semble s'incarner en Tibère, commandant combatif, diplomate expérimenté et serviteur dévoué », alors même que la situation interne et externe de l'Empire se dégrade ; Walter Emil Kaegi met en exergue sa générosité mais estime qu'il n'a aucun plan d'envergure face aux défis de l'Empire d'alors. Warren Treadgold va dans le même sens, affirmant qu'il laisse certes l'Empire un peu plus fort qu'à son avènement mais surtout plus pauvre.